# Микуцкий, Станислав Павлович

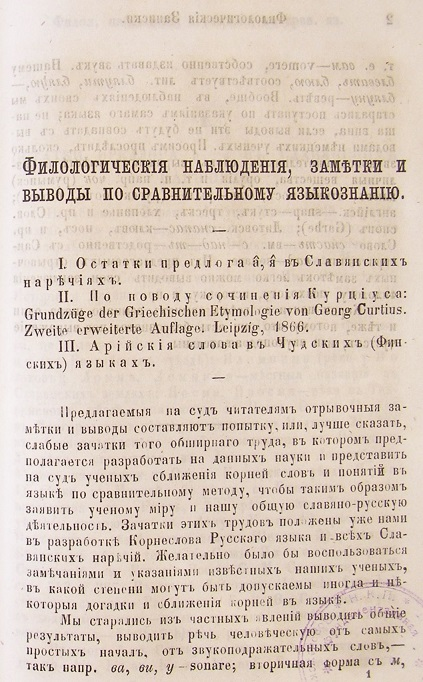
Филологические наблюдения, заметки и выводы по сравнительному языкознанию в «Филологических записках».

Станислав Павлович Мику́цкий (26 октября [7 ноября] 1814 — 25 августа [6 сентября] 1890, Варшава) — российский филолог, балтист, специалист в сравнительно-историческом языкознании.

## Биография
Родился в семье литовского крестьянина или обедневшего шляхтича. В 1838—1842 годах служил в российской армии. В 1847 году был зачислен на историко-филологический факультет Московского университета, который окончил в 1851 году.
В 1853 году он был командирован в Западный край «для филологических исследований и собирания материалов, необходимых к продолжению Белорусского словаря». По результатам этой поездки им были составлены «Отчеты о путешествии», напечатанные в «Известиях Императорской академии наук» (1853—1854).
Круг научно и идейно близких ему людей составляли: И. И. Срезневский, А. Ф. Гильфердинг, Н. А. Милютин.
С 1863 года, после участия в кампании русификации Литвы, Микуцкий работал в Варшавской публичной библиотеке. В 1873—1888 годах он был доцентом кафедры сравнительного языковедения в Варшавском университете.
В 1878 году Московский университет присвоил ему почётное звание доктора сравнительного языковедения.

## Научные труды
С. П. Микуцкий собирал материалы по литовскому и белорусскому языкам и много писал в русле сопоставительного метода.

### Полевые материалы
- Белорусские песни и загадки, записанные в Витебской губернии, в имении Зябки, Дрисенского уезда // Памятники и образцы народного языка и словесности. Т. II. — СПб., 1853. — С. 235—242.
- Областные слова белорусских старцев // Известия Отделения русского языка и словесности (ИОРЯС). Т. II. Спб. 1853. С. 400.
- Проба литовско-русского словаря // Известия Отделения русского языка и словесности (ИОРЯС). Т. III. СПб. 1854. С. 170-176.
- Белорусские слова // Известия Отделения русского языка и словесности (ИОРЯС). Т. III. СПб. 1854. С. 176-192.
- Отчеты Второму отделению Академии наук о филологическом путешествии по западным краям России кандидата С. П. Микуцкого. Тетрадь 1. Отчеты 1-5. — СПб., 1855. — 27 с.
- Отчеты… Тетрадь 2. Отчет 6. — СПб., 1855. — 39 с.
- Отчеты…Тетрадь 3. Отчет 7. — СПб., 1856. — 42 с.
- Отчеты… Тетрадь 4. Отчеты 8-9. — СПб., 1856. — 63 с.

В его отчётах, по словам Ягича «содержится очень много драгоценного материала и необыкновенное богатство наблюдений, но соображения его по большей части не выдерживают критики, потому что сделаны наобум». Сходную оценку дал Карский, считавший Микуцкого «филологом-самоучкой»: «Если его работы по сравнительному языковедению, вследствие его неподготовленности, не имеют никакой цены, то его наблюдения по белорусскому наречию, с которым он был знаком в детстве, очень ценны».

### Исследования
- «Наблюдения и замечания о лето-славянском языке, сравнительно с прочими арийскими языками» («Записки Императорского Русского географического общ. по отделу этнографии», Т. I);
- «Материалы для корневого и объяснительного словаря русского языка и всех славянских наречий» («Варшавские Университетские Известия», 1880);
- «Остатки языка полабских славян» (1 часть: «Записки Императорского Русского географического общества», 1871,т. IV и 2 часть: «Варшавские Университетские Известия», 1873);
- «Филологические наблюдения, заметки и выводы по сравнительному языкознанию» («Филологические записки», 1869—1871 гг.)[5];
- «Наблюдения и выводы по сравнительному арийскому языкознанию» («Варшавские Университетские Известия», 1872 и 1874 гг.);
- «Материалы для сако-арийского корнеслова» («Варшавские Университетские Известия», 1875 г.);
- «Сравнение корней и слов кельтских со славянскими» («Варшавские Университетские Известия», 1876);
- «Историко-лингвистические заметки» («Варшавские Университетские Известия», 1885, 1888);
- «Начальные приставки» («Варшавские Университетские Известия», 1871);
- «Филологические наблюдения» («Прибавление к Известиям II отдел. Императорской Академии Наук», Т. I, Вып. 7).

В «Виленском Вестнике» 1860 года были опубликованы несколько статей С. П. Микуцкого, посвящённые литовским именам и названиям, между прочим, в № 37 напечатана статья «Коляда», в которой Микуцкий опровергал мнение, что Коляда — древнеславянское божество.
Некролог в журнале «Этнографическое обозрение» подводит итоги его научной работы в сходном с отзывами других ученых ключе:
Его отчеты содержат в себе много ценного. К сожалению, он не остановился на этой почве, где бы мог сделать много для науки, но к сожалению, без научной подготовки, без хорошего образования, он не сознавал ясно ни своих сил, ни задач науки и привлекал к своим изысканиям всё большее число языков и пускался в самые смелые догадки, так что науке, несмотря на всю его страсть к языковедению и на его упорное трудолюбие, он не оказал тех услуг, какие бы мог ей оказать, если бы ограничился в своих исследованиях литовским и славянскими языками.

## Общественно-научная деятельность
В 1862—1864 гг. в рамках политики русификации Литвы Микуцкий разработал утверждённую российским правительством кириллическую графику для литовского языка. Он же руководил печатью кириллических литовских азбук, учебников и словарей для литовских начальных школ. Первой такого рода книгой стал «Жемойтско-литовский букварь», составленный в соавторстве с Лауринасом Ивинскисом и вышедший в 1864 году в типографии А. Киркора.
В тот же период Микуцкий активно выступал за замену в официальном обиходе названия «Россия» на «Русь» и «Русская империя».
Эта деятельность принесла ему репутацию русификатора и, по выражению Бодуэна де Куртенэ, научного проститута (prostytuta naukowego).